# Philadelphus subcanus
Philadelphus subcanus là một loài thực vật có hoa trong họ Tú cầu. Loài này được Koehne miêu tả khoa học đầu tiên năm 1904.